# Адміністративний устрій Борівського району
Адміністративний устрій Борівського району — адміністративно-територіальний поділ Борівського району Харківської області на 1 селищну та 9 сільських рад, які об'єднують 38 населених пунктів та підпорядковані Борівській районній раді. Адміністративний центр — смт Борова.

## Список радБорівського району
| №  | Назва                           | Центр                | Населені пункти                                                                                  | Площа км² | Місце за площею | Населення (2001), чол. | Місце за населенням |
| -- | ------------------------------- | -------------------- | ------------------------------------------------------------------------------------------------ | --------- | --------------- | ---------------------- | ------------------- |
| 1  | Борівська селищна рада          | смт Борова           | смт Борова c. Бойні c. Новоплатонівка c. Шийківка                                                |           |                 |                        |                     |
| 2  | Богуславська сільська рада      | c. Богуславка        | c. Богуславка c. Загризове c. Лозова c. Нова Кругляківка                                         |           |                 |                        |                     |
| 3  | Вищесолоненська сільська рада   | c. Вище Солоне       | c. Вище Солоне c. Нижче Солоне                                                                   |           |                 |                        |                     |
| 4  | Гороховатська сільська рада     | c. Гороховатка       | c. Гороховатка c. Бахтин c. Голубівка                                                            |           |                 |                        |                     |
| 5  | Ізюмська сільська рада          | c. Ізюмське          | c. Ізюмське c. Андріївка c. Глущенкове c. Дружелюбівка c. Новий Мир c. Ольгівка c. Червоний Став |           |                 |                        |                     |
| 6  | Першотравнева сільська рада     | c-ще Першотравневе   | c-ще Першотравневе c. Борівська Андріївка c. Вишневе c. Зелений Гай c. Копанки                   |           |                 |                        |                     |
| 7  | Підвисочанська сільська рада    | c. Підвисоке         | c. Підвисоке c. Гаврилівка c. Калинове c. Мирне c. Парнувате c. Ясинувате                        |           |                 |                        |                     |
| 8  | Підлиманська сільська рада      | c. Підлиман          | c. Підлиман c. Нижня Журавка                                                                     |           |                 |                        |                     |
| 9  | Піско-Радьківська сільська рада | c. Піски-Радьківські | c. Піски-Радьківські c. Маліївка                                                                 |           |                 |                        |                     |
| 10 | Чернещинська сільська рада      | c. Чернещина         | c. Чернещина c. Новосергіївка c. Степове                                                         |           |                 |                        |                     |

* Примітки: м. — місто, с-ще — селище, смт — селище міського типу, с. — село